# Dianthus legionensis
Dianthus legionensis là loài thực vật có hoa thuộc họ Cẩm chướng. Loài này được (Willk.) F.N.Williams mô tả khoa học đầu tiên năm 1885.